# Cuphea scelopetala
Cuphea scelopetala är en fackelblomsväxtart som beskrevs av Riley.. Cuphea scelopetala ingår i släktet blossblommor, och familjen fackelblomsväxter. Inga underarter finns listade i Catalogue of Life.